# Кончининский сельсовет
Кончининский сельсовет — упразднённая административно-территориальная единица, существовавшая на территории Московской губернии и Московской области до 1939 года.
Кончининский сельсовет был образован в первые годы советской власти. По данным 1918 года он входил в состав Дмитровской волости Дмитровского уезда Московской губернии.
В 1923 году к Кончининскому с/с были присоединены Матвеевский и Спиридоновский с/с.
По данным 1926 года в состав сельсовета входили село Кончинино, деревни Дубровки и Спиридово, будка 71 километра железной дороги и Яхромское опытное поле.
В 1929 году Кончининский с/с был отнесён к Дмитровскому району Московского округа Московской области.
17 июля 1939 Кончининский с/с был упразднён. При этом его территория (селения Кончинино, Дубровки, Спиридово, посёлок фабрики имени 1 мая и посёлок областной болотной станции) была передана Сысоевскому с/с.